# Scaevius milii
Scaevius là một chi đơn loài cá vây tia biển thuộc họ Nemipteridae. Loài duy nhất trong chi này là Scaevius milii, thường được tìm thấy ở Úc.

## Phân loại học
Scaevius lần đầu tiên được đề xuất là một chi đơn loài vào năm 1947 bởi nhà ngư học người Úc gốc Anh Gilbert Percy Whitley khi ông mô tả loài mới Scaevius nicanor, đưa ra địa điểm điển hình của nó ở Cape Peron, Vịnh Shark, Tây Úc . S. nicanor của Whitley không được coi là từ đồng nghĩa cấp dưới của Cantharus millii, được Jean Baptiste Bory de Saint-Vincent mô tả cũng từ Vịnh Shark vào năm 1823. Phiên bản thứ 5 của Fishes of the World phân loại chi Scaevius trong họ Nemipteridae, được đặt trong bộ Spariformes.

## Phân bố và môi trường sống
Scaevius thường được tìm thấy khu vực ven biển Tây bắc Úc và cũng được ghi nhận xuất hiện ở vùng biển Papua New Guinea. Ở Úc, phạm vi phân bố của loài này trải dài từ Đảo Sweers ở Queensland thuộc Vịnh Carpentaria về phía đông và phía nam đến Houtman Abrolhos ở Tây Úc . Chúng thường được tìm thấy ở độ sâu từ 1 và 20 m (3 ft 3 in và 65 ft 7 in) trên các rạn san hô ven bờ ở vùng nước nông và trên các vùng cát và bùn gần đó.

## Sinh vật học
Scaevius ăn động vật không xương sống đáy và cá nhỏ. Mặc dù số lượng loài cá này rất phong phú nhưng được chú ý khai thác đánh bắt.